# Boris Ritsàrev
Boris Vladimirovitx Ritsàrev (rus: Борис Владимирович Ры́царев; Moscou, 30 de juny de 1930 - 25 de novembre de 1995) va ser un director de cinema soviètic i rus.

## Biografia
va estudiar de 1950 a 1952 a l'Escola de Teatre M. S. Xtxepkin. Va completar els seus estudis de direcció l'any 1958 sota la direcció de Serguei Iosifovitx Iutkevittxh a l'Institut Geràssimov de Cinematografia. La seva primera pel·lícula distribuïda internacionalment va ser el drama històric Iunost' naixitx otsov, estrenada el 1959. Després de Volxebnaia Lampa Alladina, Ritsàrev es va concentrar, amb l'excepció dels drames juvenils Огоньки (Ogonki, 1972) i Имя (Imja, 1988), en fer pel·lícules de cinema fantàstic.
Ritsàrev va treballar per primera vegada per a Moldova-Film (1958-1960) i breument per a Belarusfilm a mitjans de la dècada de 1960 abans de passar a Gorki Filmstudio. El seu treball com a director inclou 17 obres, quatre d'elles, així com el curtmetratge Не плачь, Алёнка (Ne splash, Aljonka, 1962) de Vitali Txetverikov. creat a partir dels seus guions.
L'any de la seva mort va rebre el títol d'Artista Honorat de la Federació Russa. Estava casat amb Tatiana Anatolievna Ritsareva (1939-2013). Va morir als 65 anys i va ser enterrat al Cementiri Miusskoye, secció 4, a Moscou.

## Filmografia
- 1958: Iunost' naixitx otsov
- 1959: Ataman Kodr
- 1967: Volxebnaia Lampa Alladina
- 1969: Vesiòloie volxebstvo
- 1975: Ivan da Maria
- 1977: Printsessa na gorosixine
- 1979: Podarok txiornogo kolduna
- 1979: Vozmi mènia s soboi
- 1981: Ledianaia vnutxka
- 1984: Utxenik lekaria
- 1986: Na slatom krilze sideli...
- 1992: (Emelia-durak)